# معارك تكساس وأريزونا الجوية
معارك تكساس وأريزونا (بالعبرية: קרבות טקסס ואריזונה‏) مسمى أطلقه الطيارون الإسرائيليون على سلسلة من المعارك الجوية التي وقعت في يوليو 1969، كجزء من اشتباكات حرب الاستنزاف، التي بدأها سلاح الجو الإسرائيلي، بهدف إضعاف القوات الجوية المصرية، سقط خلالها حوالي 20 طائرة مقاتلة مصرية. كان الاسم الرسمي لهذه المعارك الجوية هو «عمليات ريمون».

## الخلفية والتخطيط
في الأشهر الأولى من حرب الاستنزاف، اعتادت الطائرات المصرية التسلل إلى سيناء لإجراء مهام استطلاع وهجمات على الجيش الإسرائيلي.
في بداية شهر يوليو، قررت القوات الجوية الإسرائيلية أخذ زمام المبادرة والتسلل بطائرات مختارة مسبقاً إلى الأراضي المصرية وهي طائرات مناسبة لخوض المعارك الجوية بهدف الحد من عمليات تسلل الطائرات المصرية إلى سيناء وتقليل الاستعدادات المصرية لتوسيع عمليات الهجوم المصري عامةً. وكانت المنطقة المختارة لإجراء هذه المعارك الجوية هي «الصحراء الشرقية» في الجزء الشمالي من خليج السويس وجنوب غرب مدينة السويس. حيث لم تكن هناك قواعد للقوات الجوية المصرية في تلك المنطقة ولا بطاريات صواريخ أرض - جو وكان جبل عتاقة في شمال المنطقة غرب خليج السويس نقطة مرجعية جيدة للطيارين الإسرائيليين، مما يسمح للطيارين المتضررة طائراتهم بقفز آمن فوق البحر وتمكين المروحيات الإسرائيلية من إنقاذهم. كانت المنطقة مُغطاة بعدد من الأخاديد من الشرق إلى الغرب مما سمح للطائرات الإسرائيلية بالتسلسل المنخفض إلى الأراضي المصرية دون أن يكشفها الرادار.
أطلق الطيارون الإسرئيليون على هذه المعارك «تكساس» و«أريزونا». لتشابهها مع المبارزات النارية في الغرب المتوحش النارية والتي كان صاحب إطلاق النار الأسرع هو الفائز فيها.
لجأ سلاح الجو الإسرائيلي إلى تكتيكات قتالية أثبتت فعاليتها ومن ثمّ التزم بها في سلسلة من المعارك المتشابهة عُرفت باسم «عمليات ريمون». كان التكتيك كالآتي:
- اقتصرت العمليات على مشاركة طائرات ميراج 3 حصرياً، وهي أكثر الطائرات الاعتراضية تقدماً لدى سلاح الجو الإسرائيلي.
- كان الطيارون الذين شاركوا في المعارك الأولية من ذوي الخبرة الذين اختارهم قائد القوات الجوية الإسرائيلية.
- لم تكن الطائرات تنطلق من قواعدها الدائمة ولكن عادة من منصات أو من مطار عوفيرا (شرم الشيخ) وهي قواعد أمامية في سيناء وقريبة من منطقة المعركة بحيث تسمح كمية الوقود بمعركة طويلة الأمد فوق الأراضي المصرية.
- كان الطيارون يحصلون على إذن مسبق لاعتراض الطائرات المصرية دون الحاجة إلى الحصول على موافقة من الموجه الأرضي بإطلاق النار.
- حلقت الطائرات الإسرائيلية بشكل ظاهر وأحياناً في مسارات تهديدية، نحو قواعد مهمة في مصر وانتظرت لحين إنطلاق طائرات الميج-21، وعند وصولها كانت تدخل معها في معارك جوية.
- في بعض العمليات، أطلق الإسرائيليون طائرات استطلاع ونقل ومروحيات كطعم، وعندما تظهر الميج تعترضها طائرات الميراج التي تنتظرها مُحلقةً على ارتفاع منخفض خارج تغطية الرادار.
- في بداية المعركة، كان الإسرائيليون يقطعون الاتصال بين الطائرات المصرية والموجه الأرضي من خلال وسائل الحرب الإلكترونية.

في العادة كانت هذه المعارك تنتهي بإسقاط عدد من الطائرات المصرية. أدت الخسائر المستمرة والكبيرة خلال هذه الفترة إلى تآكل قوة وأمن القوات الجوية المصرية.

## المعارك
بدأت المعركة الجوية الأولى في 2 يوليو. وخلال الليل هاجمت قوات الكوماندوز الإسرائيلية ثلاثة مواقع للجيش المصري في خليج السويس وأوقعت إصابات في الجيش المصري. لم يكن من المتوقع أن يعترض المصريون اختراق الطائرات الإسرائيلية لأراضيهم. لذلك أطلق سلاح الجو الإسرائيلي طائرتين ميراج من السرب 119 إلى داخل الأراضي المصرية. وفي المقابل، أطلق المصريون مقاتلتين ميج-21. أسقط عاموس أمير طائرة ميج بنيران مدفع الطائرة. وعندما عادت السراب، قرر قائد سلاح الجو الإسرائيلي القيام بمعركة أخرى وأطلق زوجاً آخراً من السرب 119. هذه المرة أطلق المصريون ضدهم ثماني طائرات. ونشبت معركة جوية أخرى أسقط فيها إيتان كرمي طائرتي ميج. وخلال المعركة، انطلق زوج آخر من طائرات ميراج، هذه المرة من السرب 117. وانضم الزوجان إلى المعركة التي أسقط خلالها كوبي ريختر ميج رابعة بواسطة صاروخ شافرير 2. واعتبر ذلك أول استخدام عملي لهذا الصاروخ.
وقعت معركة جوية أخرى في 7 يوليو حوالي الساعة 4 مساءً. حينما تسببت طائرة استطلاع إسرائيلية دخلت الأراضي المصرية في إقلاع طائرات ميج. انطلق زوج ميراج إسرائيلي من سرب المقاتلات الأول ضدهم. في المعركة، سقطت طائرتا ميج بمدافع الطائرات على علو منخفض. واحدة أسقطها قائد التشكيل عوديد ماروم والأخرى أسقطها أفينوام كيلدس.
في 20 يوليو، انطلق تشكيل رباعي من الميراج ضد تشكيل رباعي من ميج-17. وبالقرب من قناة السويس أسقط غيورا يولي أول طائرة بواسطة مدفع طائرته. وفي المطاردة اللاحقة نجح غيورا إبستاين في إسقاط طائرة أخرى فوق الإسماعيلية بواسطة مدفع طائرته أيضاً.
في 21 يوليو، في معركة جوية مطولة استمرت حوالي نصف ساعة، سقطت ثلاث طائرات بالإضافة إلى اثنتين بنيران أرضية. سقط ما مجموعه طائرتان ميج-21 وطائرتان ميج-17 وواحدة سوخوي 7. في المقابل سقطت طائرتا ميراج من السرب 101 واحدة كان يقودها إيلي زوحار (رقم 45) بواسطة صاروخ أر-3 من ميج-21 والثانية بقيادة إيتان بن إلياهو (رقم 56) بفعل نيران أرضية أو ميج-21 ونجح كلا الطياران في القفز بالمظلة وهبطا في الجانب الإسرائيلي.
في 24 يوليو، خلال المعارك الجوية والنيران الأرضية التي استمرت طوال اليوم، سقطت سبع طائرات مصرية من طراز ميج-21 وميج-17 وسوخوي-7. إضافة إلى تضررت طائرات مصرية أخرى. كان أحد الطيارين المصريين الذين اضطروا إلى القفز من طائراتهم، هو الرائد نبيل سعيد، الذي وقع في أسر قوات الجيش الإسرائيلي.